# Contrada Gornelle
Contrada Gornelle este o arie protejată (arie specială de conservare — SAC, sit de importanță comunitară — SCI) din Italia întinsă pe o suprafață de 83 ha, integral pe uscat.

## Localizare
Centrul sitului Contrada Gornelle este situat la coordonatele 38°08′27″N 15°49′09″E / 38.140833°N 15.819167°E.

## Înființare
Situl Contrada Gornelle a fost declarat sit de importanță comunitară în septembrie 1995 pentru a proteja 5 specii de animale. Situl a fost protejat și ca arie specială de conservare în aprilie 2018.

## Biodiversitate
Situată în ecoregiunea mediteraneană, aria protejată conține 4 habitate naturale: Pajiști umede mediteraneene cu ierburi înalte de Molinio-Holoschoenion, Iazuri temporare mediteraneene, Păduri de Castanea sativa, Galerii de Salix alba și de Populus alba.
La baza desemnării sitului se află mai multe specii protejate:
- păsări (4): cuc (Cuculus canorus), capîntortură (Jynx torquilla), sfrâncioc roșiatic (Lanius collurio), silvie de câmp (Sylvia communis)
- mamifere (1): liliacul mic cu potcoavă (Rhinolophus hipposideros)

Pe lângă speciile protejate, pe teritoriul sitului au mai fost identificate 7 specii de plante.